# Nothylemera neaera
Nothylemera neaera är en fjärilsart som beskrevs av Druce 1888. Nothylemera neaera ingår i släktet Nothylemera och familjen mätare. Inga underarter finns listade i Catalogue of Life.